# Marcin Kurek
Marcin Kurek es un poeta, traductor e hispanista polaco.

## Reseña biográfica
Nació en 1970 en Świebodzin, estudió filología hispánica en la Universidad de Wrocław, doctorándose en humanidades. Es profesor universitario y enseña literatura hispanoamericana, traducción y escritura creativa. Ha publicado tres libros de poesía. Por su poema extenso El Sur (Oleander), recibió en 2010 el Premio de la Fundación Kościelski, uno de los más prestigiosos del país. Sus poemas han sido traducidos al español, francés, inglés, ruso, checo, eslovaco, lituano y húngaro. La versión checa de El Sur fue publicada en 2014 (editorial Triáda) y la española en 2015 (Bartleby Editores, trad. Amelia Serraller). Ha participado en la Feria del Libro de Madrid (2015), en Cosmopoética de Córdoba (2016) y en el proyecto "Espíritus Afines" de la madrileña Residencia de Estudiantes (2017). Así mismo, es el traductor de Pablo García Casado y de Joan Brossa al polaco, entre otros autores. Por su versión de 62 poemas (2006) del autor catalán fue galardonado con el Premio de la Revista Literatura na Świecie. Su traducción de Dinero del autor cordobés fue finalista del premio Poeta Europeo de la Libertad. Por su traducción de Cántico espiritual recibió el Premio de Editores Católicos Feliks 2018. Actualmente vive en Wrocław.

## Distinciones
- Premio "Literatura na Świecie" (2006)
- Premio de la Fundación Kościelski (2010)
- Finalista del Premio Silesius (2011)
- Finalista del premio Poeta Europeo de la Libertad por la traducción de Dinero de Pablo García Casado (2012)
- Premio de la Asociación de Editores Católicos Feliks por la traducción de Cántico espiritual de San Juan de la Cruz (2018)

## Poesía
- Monolog wieczorny, Wrocław 1997
- Oleander, Varsovia 2010 
  - edición checa: Oleandr, tr. Jaroslav Šubrt, Triáda, Praha 2014
  - edición española: El Sur, tr. Amelia Serraller, Bartleby, Madrid 2015
- Sois sage, Wrocław 2023

## Traducciones
- Joan Brossa, 62 wiersze, Cracovia 2006 (selección de poemas)
- Emmanuel Hocquard, Warunki oświetlenia, Gdańsk 2009 (traducción de Conditions de lumière)
- Pablo García Casado, Pieniądze, Gdańsk 2011 (traducción de Dinero)
- Juan Gelman, Wiersze wybrane, Cracovia 2013, con otros (selección de poemas)
- Pablo García Casado, Peryferie, Wrocław 2014 (traducción de Las afueras)
- Paula Bozalongo, Śnić to odgadywać przeszłość, Gdańsk 2016 (traducción de Soñar es acertar en el pasado)
- San Juan de la Cruz, Pieśń duchowa, Cracovia 2016 (traducción de Cántico espiritual)

## Ensayo
- Powieść totalna. Wokół narracyjnych teorii Ernesta Sábato i Maria Vargasa Llosy, Wrocław 2003
- Poezja przyziemna. Doświadczenie codzienności w liryce Joana Brossy, Gdańsk 2014
  - edición española: Poesía rasa. La experiencia de lo cotidiano en la lírica de Joan Brossa, tr. Justyna Nowicka y Amelia Serraller, Visor, Madrid 2016